# Mon mari est merveilleux
Pour plus de détails, voir Fiche technique et Distribution.
Mon mari est merveilleux est un film français réalisé par André Hunebelle, sorti en 1953. 

## Synopsis
Claude est un écrivain qui joue sur son image de misanthrope. Sylvia, une journaliste, va jouer d'un subterfuge pour entrer dans son entourage dans le but d'obtenir une interview. Elle finira par en fait gagner son amour.
Même s'il en reprend le même couple-vedette (Sophie Desmarets et Fernand Gravey), l'histoire n'est pas une suite à Ma femme est formidable.

## Fiche technique
- Titre original : Mon mari est merveilleux
- Réalisation : André Hunebelle
- Scénario, adaptation et dialogues : Jean Halain
- Photographie : Marcel Grignon
- Décors : Lucien Carré
- Costumes : Mireille Leydet[1]
- Son : René C. Forget
- Musique : Jean Marion
- Montage : Jean Feyte
- Production : André Hunebelle
- Sociétés de production : Production artistique et cinématographique, Pathé Films
- Société de distribution :  Pathé Consortium Cinéma
- Pays d’origine :  France
- Langue originale : français
- Format : noir et blanc — 35 mm — 1,37:1 — son Mono
- Genre : Comédie
- Durée : 95 minutes
- Date de sortie : France, 29 avril 1953
- Affiche : Henri Cerutti (France)

## Distribution
- Sophie Desmarets : Sylvia
- Fernand Gravey : Claude
- Pierre Larquey : Henri
- Élina Labourdette : Micheline
- Jacques Castelot : Christian
- Mady Berry : Germaine
- Georgette Anys : l'aubergiste
- Anne Carrère : la snob
- Judith Magre : la journaliste
- Made Siamé : la vieille dame
- Jacques Dynam : l'efféminé
- Paul Demange : Basset
- Lucien Callamand : l'ami
- Mauricet : le ministre
- Henri Arius : le bistrot
- Paul Faivre : le rédacteur en chef
- Charles Vissières : le membre de l'Institut
- Giani Esposito : un journaliste
- Louis Bugette : Roger
- Paul Clérouc : le valet
- Madeleine Barbulée
- Charles Bouillaud
- Gérard Buhr
- José Casa
- Lucien Frégis
- Julien Maffre
- Georges Spanelly
- Pierre Duverger
- Claude Garbe
- Jean Henry
- Ida Montagné